# Cecilia Curbelo
Cecilia Curbelo (Montevideo, 23. siječnja 1975.), poznata i kao Ceci, je urugvajska novinarka, kolumnistica, književnica i nakladnica.

## Životopis
Cecilia Curbelo, poznatija kao Ceci Curbelo, rođena je 23. siječnja 1975. godine u Montevideu. Pohađala je Katoličko sveučilište u Montevideu. Bila je urednica u časopisu The School, dnevnim novinama El País i časopisu Upss!.
Do sada je napisala devet knjiga koje su objavljene u Argentini, Paragvaju, Meksiku, Panami, Gvatemali, Kolumbiji, Ekvadoru i Španjolskoj.